# Etienne De Wolf
Etienne De Wolf (Sint-Niklaas, 1934 - Schoten 30/01/2022) is een Belgisch voormalig bedrijfsleider en bestuurder.

## Levensloop
De Wolf studeerde in 1955 af aan de Katholieke Universiteit Leuven als licentiaat in de natuurkunde. Twee jaar later promoveerde hij tot doctor in de wetenschappen. In 1966 haalde hij een diploma bedrijfseconomie aan de Sint-Ignatius Handelshogeschool te Antwerpen.
In 1958 begon De Wolf te werken voor Gevaert Photo-producten. Hij werd gedelegeerd bestuurder bij Agfa-Gevaert en was er voorzitter van het college van gedelegeerd bestuurders. Tevens was hij belast met het dagelijks bestuur van deze onderneming. Hij werd op 31 juli 1994 opgevolgd in deze hoedanigheden door René Peeters.
Hij was voorzitter van de Federatie Chemische Nijverheid van België (FCN), een mandaat dat hij uitoefende tot 5 mei 1990. Hij werd opgevolgd door Georges Jacobs in deze functie.